# Diocesi di Menefessi
La diocesi di Menefessi (in latino Dioecesis Menefessitana) è una sede soppressa e sede titolare della Chiesa cattolica.

## Storia
Menefessi, identificabile con Henchir-Djemmiah nell'odierna Tunisia, è un'antica sede episcopale della provincia romana di Bizacena.
Sono solo due i vescovi documentati di Menefessi. Alla conferenza di Cartagine del 411, che vide riuniti assieme i vescovi cattolici e donatisti dell'Africa romana, prese parte il cattolico Mensurio; la sede non aveva in quell'occasione un vescovo donatista, poiché il suo ultimo titolare era da poco deceduto. Il nome di Servo figura al 57º posto nella lista dei vescovi della Bizacena convocati a Cartagine dal re vandalo Unerico nel 484; Servo, come tutti gli altri vescovi cattolici africani, fu condannato all'esilio.
Dal 1933 Menefessi è annoverata tra le sedi vescovili titolari della Chiesa cattolica; la sede è vacante dal 1º aprile 2024.

## Cronotassi

### Vescovi
- Mensurio † (menzionato nel 411)
- Servo † (menzionato nel 484)

### Vescovi titolari
- Ignatius John Doggett, O.F.M. † (6 giugno 1969 - 7 luglio 1976 dimesso)
- Frédéric Etsou-Nzabi-Bamungwabi, C.I.C.M. † (8 luglio 1976 - 11 novembre 1977 succeduto arcivescovo di Mbandaka-Bikoro)
- István Ács, O.S.P.P.E. † (23 dicembre 1988 - 27 marzo 1993 deceduto)
- José Trinidad González Rodríguez † (21 febbraio 1997 - 1º aprile 2024 deceduto)